# Samsung Gear S3
Il Samsung Gear S3 è uno smartwatch circolare basato sul sistema operativo Tizen sviluppato e prodotto dalla Samsung Electronics. È stato presentato il 18 novembre 2016 come sostituto del Samsung Gear S2.
Il Gear S3 ha due modelli: Classic e Frontier. Il Classic ha una cassa d'argento e cinturino in pelle nera, mentre il Frontier ha una cassa nera e cinturino in gomma. Entrambi sono classificati IP68 (resistenti all'acqua) e dotati di sensori GPS e cardiofrequenzimetro. Una caratteristica degna di nota è che l'anello della cornice ruota come parte dell'interfaccia utente, sebbene gli utenti possano navigare anche scorrendo lo schermo e/o usando i due pulsanti sul lato.
Il suo successore, il Samsung Galaxy Watch, è stato immesso sul mercato il 9 agosto 2018.

## Confronto fra i modelli
| Modello                | Gear S3 Frontier                                                                             | Gear S3 Frontier (LTE)                                                                       | Gear S3 Classic (LTE) (Bluetooth®)                                                           |
| ---------------------- | -------------------------------------------------------------------------------------------- | -------------------------------------------------------------------------------------------- | -------------------------------------------------------------------------------------------- |
| Display                | 1.3” Circolare Super AMOLED, 360 x 360, 278ppi, Always-on display, Corning Gorilla Glass SR+ | 1.3” Circolare Super AMOLED, 360 x 360, 278ppi, Always-on display, Corning Gorilla Glass SR+ | 1.3” Circolare Super AMOLED, 360 x 360, 278ppi, Always-on display, Corning Gorilla Glass SR+ |
| Processore             | Exynos 7270 Dual Core 1.0 GHz                                                                | Exynos 7270 Dual Core 1.0 GHz                                                                | Exynos 7270 Dual Core 1.0 GHz                                                                |
| Sistema Operativo      | Piattaforma indossabile basata su Tizen 4.0.0.2                                              | Piattaforma indossabile basata su Tizen 4.0.0.2                                              | Piattaforma indossabile basata su Tizen 4.0.0.2                                              |
| Taglia                 | 49 x 46 x 12.9                                                                               | 49 x 46 x 12.9                                                                               | 49 x 46 x 12.9                                                                               |
| Peso                   | 62 g                                                                                         | 62 g                                                                                         | 57 g                                                                                         |
| Memoria                | Memoria interna da 4 GB, 768MB di RAM                                                        | Memoria interna da 4 GB, 768MB di RAM                                                        | Memoria interna da 4 GB, 768MB di RAM                                                        |
| Connettività           | Bluetooth 4.2, Wi-Fi b/g/n, NFC, MST, GPS/Glonass                                            | 3G/LTE, Bluetooth 4.2, Wi-Fi b/g/n, NFC, MST, A-GPS/Glonass                                  | Bluetooth 4.2, Wi-Fi b/g/n, NFC, MST, GPS/Glonass                                            |
| Sensori                | Accelerometro, Gyro, Barometro, HRM, Luce ambientale, Tachimetro                             | Accelerometro, Gyro, Barometro, HRM, Luce ambientale, Tachimetro                             | Accelerometro, Gyro, Barometro, HRM, Luce ambientale, Tachimetro                             |
| Batteria               | Batteria agli ioni di litio da 380 mAh                                                       | Batteria agli ioni di litio da 380 mAh                                                       | Batteria agli ioni di litio da 380 mAh                                                       |
| Tecnologia di ricarica | Ricarica Wireless (WPC Inductive)                                                            | Ricarica Wireless (WPC Inductive)                                                            | Ricarica Wireless (WPC Inductive)                                                            |
| Numero di serie        | SM-R760                                                                                      | SM-R765                                                                                      | SM-R770                                                                                      |

I modelli "LTE" sono ulteriormente suddivisi in sotto-modelli a seconda del paese di destinazione e dell'infrastruttura cellulare del fornitore di servizi disponibile.
| Modello  | Paese di destinazione | Fornitori di servizi | Supporto LTE                 | Banda LTE (Frequenza)                                        | Supporto UMTS                  | Banda UTMS (Frequenza)                                    |
| -------- | --------------------- | -------------------- | ---------------------------- | ------------------------------------------------------------ | ------------------------------ | --------------------------------------------------------- |
| SM-R765A | Stati Uniti           | AT&T                 | LTE                          | B2 (1900 PCS), B4 (1700/2100 AWS 1), B5 (850) & B17 (700 bc) | UMTS                           | B1 (2100), B2 (1900 PCS) & B5 (850)                       |
| SM-R765F | Singapore             | Singtel & StarHub    | LTE, LTE 100/50 & LTE 150/50 | B1 (2100), B3 (1800 +) & B5 (850)                            | UMTS, HSUPA, HSUPA 5.8 & HSDPA | B1 (2100)                                                 |
| SM-R765L | Impero coreano        |                      | LTE, LTE 100/50 & LTE 150/50 | B5 (850)                                                     |                                |                                                           |
| SM-R765N | Nuova Zelanda         | Spark                |                              |                                                              | 3G WCDMA                       | B5 (850)                                                  |
| SM-R765S | Impero coreano        |                      | LTE                          | B5 (850)                                                     |                                |                                                           |
| SM-R765T | Stati Uniti           | T-Mobile             | LTE                          | B2 (1900 PCS), B4 (1700/2100 AWS 1) & B5 (850)               | UMTS                           | B1 (2100), B2 (1900 PCS), B4 (1700/2100 AWS 1) & B5 (850) |
| SM-R765V | Stati Uniti           | Verizon              | LTE, LTE 100/50 & LTE 150/50 | B4 (1700/2100 AWS 1) & B13 (700 c)                           |                                |                                                           |
| SM-R775S | Impero coreano        |                      | LTE                          | B5 (850)                                                     |                                |                                                           |